# Sepp Jöchler
Josef « Sepp » Jöchler, né le 6 mai 1923 à Landeck (Tyrol, en Autriche) et mort en 1994, est un alpiniste autrichien.

## Biographie
Sepp Jöchler est né à Landeck et a appris le métier de maître d'œuvre. Avec son frère Hans, il réussit en 1951 la première ascension d'une voie de niveau VI avec l'ascension de la face est de la Rugglespitze, dans le massif de Verwall. En 1952, avec Hermann Buhl, il réussit dans des conditions défavorables la huitième ascension de la face nord de l'Eiger. Un an plus tard, il réussit également la huitième ascension de la face nord du Cervin.
Le 19 octobre 1954, avec Herbert Tichy et le Sherpa Pasang Dawa Lama, il est le premier à vaincre le sommet du Cho Oyu, la sixième plus haute montagne du monde avec ses 8 188 m. En raison de son style élancé et de l'absence d'oxygène en bouteille, cette expédition est considérée comme une étape importante de l'alpinisme en altitude.
La connexion entre les refuges Darmstädter Hütte et Niederelbehütte, dans le massif de Verwall est nommée d'après son nom.

## Principales ascensions
- Serles, mur nord, 1943
- Parseierspitze, mur nord-est, 1950
- Rugglespitze, mur est, 1951, avec son frère Hans Jöchler
- Dent d'Hérens, mur nord, 1951 (dixième ascension)
- Eiger, mur nord, 1952, avec Hermann Buhl (huitième ascension)
- Pilier de la Tofana, sud-est, 1952
- Cervin, mur nord, 1953 (huitième ascension)
- Grand Pinacle, mur nord, 1953
- Cho Oyu (8 188 m, Tibet), 1954, première ascension avec Herbert Tichy et Pasang Dawa Lama
- Piz Badile, mur nord-est, 1971
- Cima Canali, 1973, mur ouest (Buhl-Riss)